# Tahdig

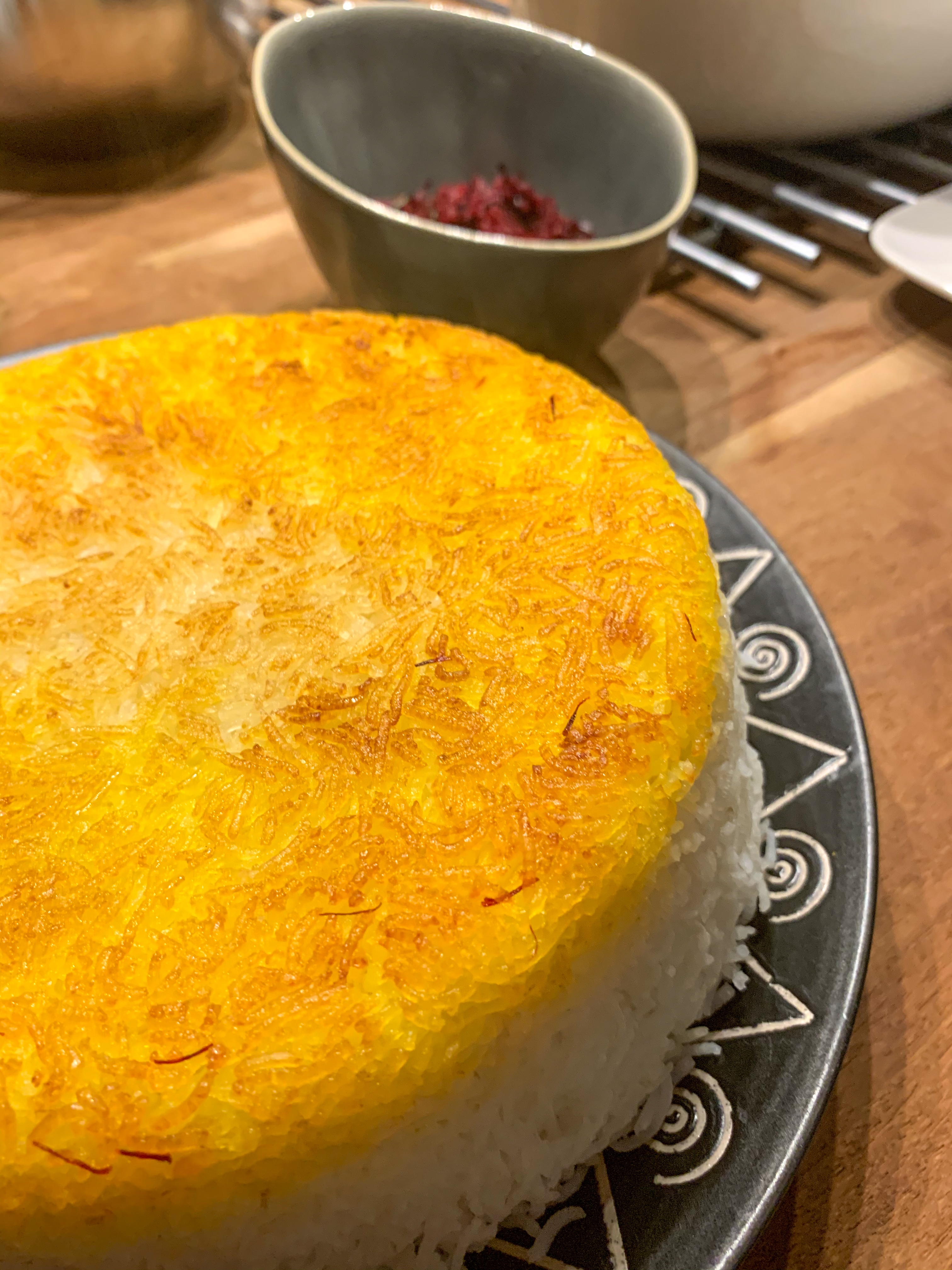
Tahdig und Kruste und Safran

Tahdig (persisch ته‌دیگ von ته tah, deutsch ‚Boden‘ + دیگ dīg, deutsch ‚Topf‘), auch Tadig, ist ein Reisgericht der persischen Küche, das sich durch die Kruste, die sich im Topf bildet, auszeichnet. Die Kruste entsteht durch Fett im Topf, dem häufig auch Safran zugegeben wird. Der Reis gart ohne Umrühren bei geschlossenem Deckel. Beim Kartoffel-Tahdig werden dünne Kartoffelscheiben auf den Topfboden gegeben, bevor der Reis dazu kommt. Ebenso gibt es Tahdig, bei dem dünne Fladenbrotstreifen auf den Topfboden gegeben werden. In beiden Fällen wird der Tahdig mit goldener Kruste heiß auf einen Teller gestürzt. Eine besondere Version des Tahdig ist der Tahchin, hier werden zur Kruste noch Eier und Joghurt gegeben.

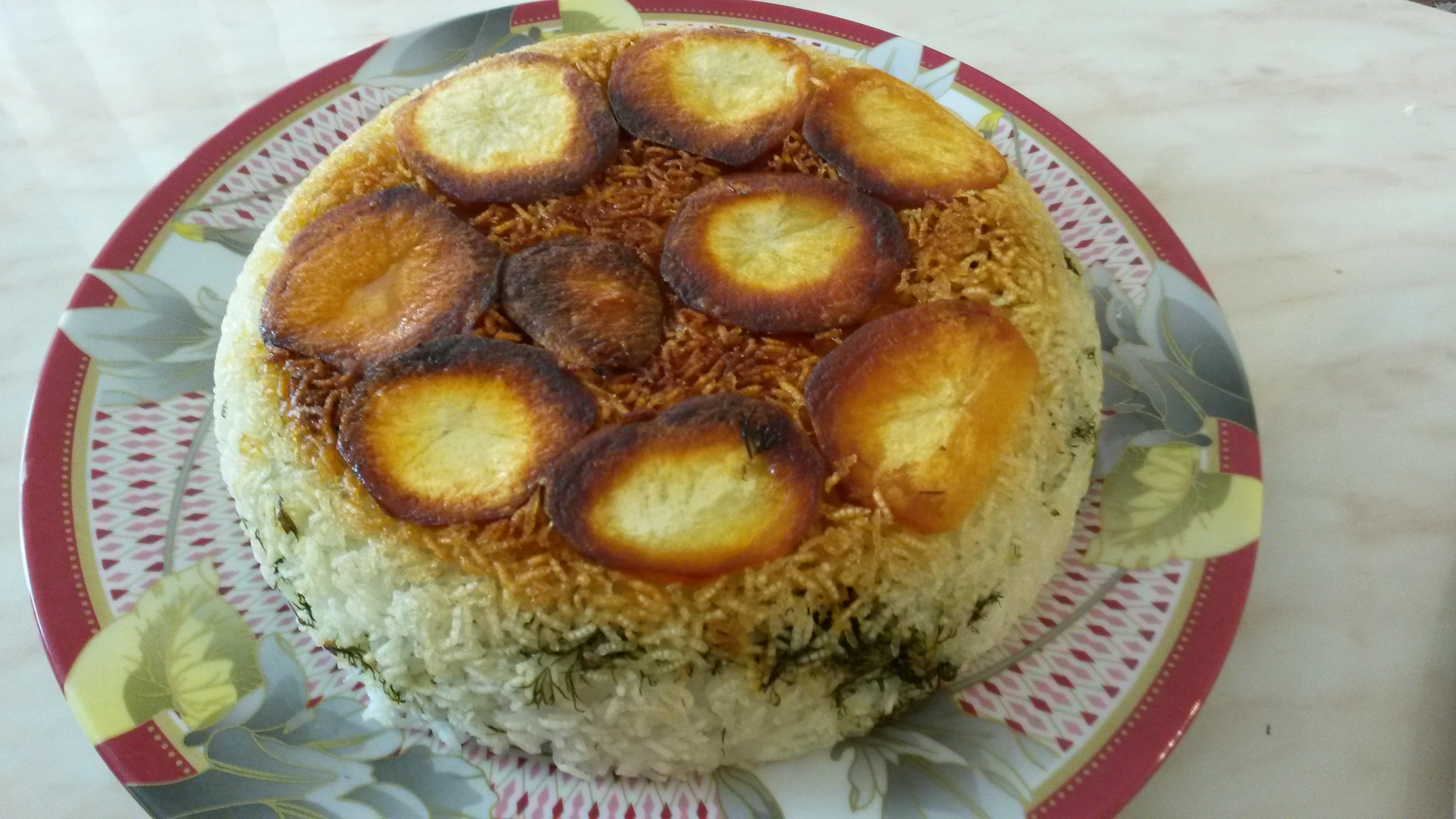
Tahdig mit Kartoffelkruste mit Dill gewürzt

Tahdig wird als Beilage, aber auch als Vorspeise mit Rindfleisch, Bohnen, Erbsen, Tomaten, gebratenen Auberginen und Kartoffeln serviert.